# Fašizam
Fašizam (od tal. fascio - „svežanj“) oblik je radikalnog autoritarnog nacionalizma koji je nastao u ranom 20. stoljeću u Europi. Pod utjecajem nacionalnog sindikalizma, prvi fašistički pokreti pojavili su se u Italiji oko Prvoga svjetskog rata, u opoziciji prema komunizmu, socijalizmu, liberalnoj demokraciji i, u nekim slučajevima, tradicionalnom konzervativizmu. Najpoznatiji primjer je Kraljevina Italija pod vodstvom Benita Mussolinija.
Fašizam nije bio samo politički, nego i kulturni projekt, gdje su – u velikoj mjeri slijedeći estetske vizije koje je formirao talijanski pjesnik Gabriele d'Annunzio – proturječni utjecaji onovremene međuratne tehnologije, militarizma, borbe za prava radnika i općenito siromašnih i zapostavljenih slojeva stanovništva povezani s talijanskim nacionalnim projektom na način koji je pretendirao cjelovito (tj. totalitarno) obuhvatiti cijeli narod, u kojemu bi "država", "vlast" i "društvo" postati neodvojivi, na način koji bi posve uklonio društvena proturječja. 
Nakon Drugog svjetskog rata samo je mali broj političkih stranaka i skupina sebe otvoreno opisivao kao fašističke i izrazom se često pogrdno služe politički protivnici. Izrazi neofašizam i postfašizam danas se često koriste za opisivanje stranki krajnje desnice s ideološkim sličnostima i korijenima u fašističkim pokretima 20. stoljeća. Iako se fašizam uobičajeno stavlja na ekstremnu desnicu tradicionalnog političkog spektra, sami fašisti i neki komentatori su tvrdili da je takva klasifikacija neadekvatna.
 Valja opaziti da su fašističke stranke u pravilu – radničke stranke, da se brinu za prava i interese radništva i promoviraju socijalne programe za široke slojeve stanovništva. Talijanski književnik Umberto Eco razvio je koncept ur-fašizma kao skup netolerantnih tendencija oko kojih se u pogodnim uvjetima mogu "koagulirati" netolerantne autoritarne politike.
Fašisti su se u svojoj namjeri ujedinjenja naroda putem totalitarne države koja će provesti masovnu mobilizaciju, redovno koristili jednu avangardnu stranku koja predvodi revolucionarne promjene i uspostavlja jednostranački sustav s ciljem preustroja vlasti i društva po načelima fašističke ideologije. Neprijateljski prema liberalnoj demokraciji i prema komunizmu, fašistički su pokreti dijelili zajednička obilježja, uključujući etatizam, kult ličnosti, nacionalizam i militarizam. Fašizam gleda na političko nasilje, rat i imperijalizam kao sredstva za postizanje nacionalne obnove.
Fašistička ideologija konzistentno zaziva glavnost države. Fašizam je posuđivao teorije i terminologije iz socijalizma, ali ih je primjenjivao na što je on vidio kao značajniju borbu od klasne – onu između naroda i rasa. Stoga se, prema Rogeru Griffinu, fašizam usredotočuje na razrješenje sukoba između klasa unutar nacije. Zagovara mješovito gospodarstvo, u kojem se državno i privatno vlasništvo nadopunjavaju s glavnim ciljem postizanja autarkije, koja bi trebala osigurati nacionalnu samodostatnost i neovisnost kroz protekcionističku i intervencionističku ekonomsku politiku.

## Početci: Mussolinijeve grupe vojnih veterana u Milanu, talijanske paravojne postrojbe koje zauzimaju hrvatsku Rijeku
23. ožujka 1919. godine su u Milanu osnovani "Fasci Italiani di combattimento" (približno: "Talijanski borbeni snopovi") kojima je na čelo stao Benito Mussolini, uspješni novinski urednik koji je od 1912. do početka I. svjetskog rata uređivao službeno glasilo Socijalističke partije Italije Avanti! (sjedište redakcije tog lista je 1912. god. bilo premješteno iz Rima u Milano, u kojem je bilo više industrijskog radništva, koje su socijalisti smatrali svojom prironom "bazom"). Nakon što se Mussolini1914. god. politički razišao s vodstvom te stranke, on je u Milanu pokrenuo vlastiti ratnohuškački Il Popolo d'Italia, uz novčanu potporu britanske obavještajne službe. U Mussolinijevom časopisu je 6. srpnja 1919. god. objavljen i politički program novog udruženja, koji je predlagao neke reforme političkog sustava (uvođenje općeg prava glasa, te ukidanje gornjeg doma talijanskog parlamenta uz istodobno biranje parlamentarnog tijela u kojemu bi predstavnici zanatlija i stručnjaka donosili zakone), te se zauzima za ozbiljne reforme radi zaštite radnika: propisivanje 8-satnog radnog vremena, minimalne plaće, sudjelovanja radnika u odlučivanju o tehničkom ustroju poduzeća i povjeravanje komunalnih djelatnosti udruženjima radnika, te smanjenje dobi za odlazak u mirovinu sa 65 na 55 godina. Također su se fašisti zalagali za nacionalizaciju imovine Crkve, oporezivanja zarade iz proteklog rata s 85% i uvođenje progresivnog oporezivanja imovine "kojom će se postići djelomična eksproprijacija bogatstva". Pozivali su se na ratne veterane, te su koristili amblem arditskih (elitno pješaštvo za probijanje utvrđenih neprijateljskih linija) postrojbi. Kao politička stranka fašisti izlaze na parlamentarne izbore u studenom 1919. godine, ali ne uspijevaju zadobiti naklonosti birača: niti jedan njihov kandidat nije bio izabran u parlament. Neki analitičari će komentirati da im je politički program bio previše ljevičarski i da su predstavljali tek lošu kopiju veće Socijalističke partije Italije.
Međutim u međuvremenu Mussoliniju bliski talijanski pjesnik (već tada vrlo slavni) Gabriele d'Annunzio staje na čelo razvojačenih talijanski vojnika - velikim dijelom baš ardita - te od Države SHS oduzima hrvatski grad Rijeku, kojega pobjedničke Sile Antantne nisu bile namijenile Italiji. Nakon što je vojno zauzeo Rijeku, d'Annunzio (kasnije: general talijanske vojske i knez Kraljevine Italije) ondje 1920. godine osniva prvu fašističku državu, pod nazivom Talijanska regencija Rijeke (tal. Reggenza Italiana del Carnaro), U toj je državici d'Annunzio nastojao povezati ljevičarski sindikalizam, svoja vlastita estetska nagnuća, militarizam i ekstremistički nacionalistički naboj. Kako je u talijanskom javnom mnijenju onoga doba postojalo malo osoba s tako snažnim odobravanjem i idealizacijom, kakve je uživao pjesnik Gabriele d'Annunzio, i malo stvari koje su izazivale tako snažne i jednodušne emocije kao pitanje područja koje je Italija ulaskom u I. svjetski rat nastojala zadobiti na istočnoj strani Jadrana,  idealizirana priča o "najtalijanskijem gradu Rijeci" u kojoj vlada jednodušno talijansko domoljublje (pred prijetnjom "slavenskih barbara") i idealizirana vlast umjetnika (u opreci s Austro-ugarskim i slavenskim nazadnjaštvom), pod zaštitom najjunačkijih talijanskih vojnika (ardita, koji će biti jezgrom fašističkih squadri, koje će u potpunosti nastojati posvojiti njihovu vojničku supkulturu) – snažno se dojmila velikog broja Talijana onoga doba, i postala općim mjestom kasnije službene talijanske politike i kulture pod Mussolinijem.
Fašisti će za d'Annunzija i njegove snage u Rijeci prikupljati po Italiji novčanu pomoć, koja uglavnom neće doći do Rijeke, ali će d'Annunzio poslati dio svojih ardita Mussoliniju u Milano s porukom da se Mussolini njima posluži u predstojećoj političkoj borbi, za što neka se posluži i "dijelom riječkog novca".
Pred nacionalne parlamentarne izbore 1921. god. fašisti - koji s vremenom postaju snaga koja okuplja onaj dio radništva koji se protivi socijalizmu i ne želi u Italiji novu socijalističku revoluciju - pribjegavaju otvorenom političkom nasilju, ponegdje uz prešutno odobravanje državnih vlasti. Tako su primjerice u Istri 7. svibnja 1921. godine spalili fašisti župni ured u Kringi i teško zlostavljali župnika Božu Milanovića, da bi 14. svibnja 1921. - tj. dan prije parlamentarnih izbora - skupina fašista koja je došla na vojnim kamionima polila benzinom i zapalila kuću lokalnog trgovca Petra Burića u nekoliko kilometara udaljenoj Baderni, a u obližnjem selu Pajarima su zapalili kuće Gašpara Heraka i Antuna Heraka; također su zapalili kuće u obližnjem manjem selu Heraki. U vrijeme tog fašističkog nasilja državne su vlasti hrvatskog kandidata na tim izborima Tomu Heraka - uhitile. U drugim dijelovima Istre bilo je slično.
Primjer političkog i vojnog avanturizma u Rijeci ("Riječki poduhvat", tal. "Impresa di Fiume"), koji je na jedan romantični način odjeknuo Italijom, postat će - nakon što je talijanska vojska u rujnu 1920. god. silom izbacila d'Annunzijeve ardite iz Rijeke - glavnom inspiracijom i uzorom za  "osvajanje države" (tal. "La conquista dello stato"). Sam d'Annunzio će s Mussolinijem surađivati u nelegalnoj okupaciji gradske vlasti u Milanu, gdje fašisti 3. kolovoza 1922. godine silom zauzimaju gradsku vijećnicu i silom prekidaju opći štrajk u gradu - sve uz efektivnu suradnju predstavnika državnih vlasti.  Tijekom 1922. god.  talijanski socijalisti, te radikalnija Komunistička partija Italije osnovana 1921. god., potiče radnike na opći štrajk i okupaciju tvornica, što svojim terorom sprječavaju fašisti.

## Osvajanje državne vlasti
U listopadu 1922. godine kreću fašisti u Marš na Rim kao manifestaciju u kojoj je oko 50.000 razvojačenih vojnika uključenih u fašističke squadre ("crnokošuljaša") - čija se organizacija preimenovala u studenom 1921. godine preimenovala u Partito Nazionale Fascista, tj. Nacionalnu fašističku stranku -  28. listopada 1922. godine došli u Rim i ondje od Kralja zahtijevalo da im na upravu preda državu kojoj je prijetila ljevičarska revolucija.  Kralj Viktor Emauel III. je minornoj fašističkoj stranci koja je na parlamentarnim izborima 15. svibnja 1921. godine bila osvojila samo 29.549 glasova (0,4 posto glasova na izborima) i samo 2 od 535 mjesta u donjem domu Parlamenta povjerio mandat za sastav vlade. Njihov "Duce" (približno: "Vođa") Mussolini će danu mogućnost spretno iskoristiti, te stati najprije na čelo svih političkih snaga koji su u Italiji protivile socijalističkoj revoluciji, a tijekom nekoliko narednih godina postupno sve druge političke snage gurnuti u stranu i zavesti u Italiji fašističku diktaturu. Kako socijalisti ostaju jedina politička snaga koja se upušta u oštriju antifašističku borbu, 10. lipnja 1924. godine fašisti otimaju i ubijaju njihovog generalnog sekretara Giacoma Matteottija (bila je riječ o otmici i klanju nožem: ubojice nisu objavili svoj identitet); slijede mjeseci teške političke napetosti i fizičkih sukoba socijalista s fašističkom milicijom  - koja stranačka formacija diljem Italije od siječnja 1923. godine djeluje kao jedna paralelna paravojna snaga s glavnom zadaćom suzbijanja političke subverzije, plaćena od države. Naposljetku će 3. siječnja 1925. godine Mussolini održati govor u talijanskom parlamentu gdje će deklarirati svoje pravo na vrhovnu vlast i odlučnost da okonča socijalističku subverziju, nakon čega je oduzet mandat socijalističkim zastupnicima u parlamentu; uzima se da je od toga dana Mussolini vladao Italijom kao diktator.
2. listopada 1925. godine sklapaju fašisti s gospodarstvenicima okupljenima u Općem savezu talijanske industrije ("Confindustria") sporazum poznat pod imenom  Patto di Palazzo Vidoni, kojim su fašisti dobili monopol na sindikalno organiziranje talijanskih radnika, i time zaokružiti misiju koju su sebi postavili: udaljiti ljevičare od talijanskog radništva. Stvarajući stanovitu ravnotežu između vlasnika i radnika, fašisti nastoje stvoriti tzv. korporativizam, kao posve novi oblik političke vladavine, u kojemu se društvo - uključujući tu privatna poduzeća, sindikate, razna udruženja - posve identificira s državom, vođenom na krajnje autoritaran način. Radnici, službenici, obrtnici, industrijalci su pripadnici svojih korporacija, koje sve imaju zadaću da kao dijelovi fašističke države surađuju u slozi.
Na vrhu tog korporativističkog poretka stoji Veliki savjet fašizma (Gran Consiglio del Fascismo), kojem je središnjem tijelu Nacionalne fašističke partije kojemu Zakonom 2693 od 9. prosinca 1928. dana ovlast da "koordinira i integrira" sve aktivnosti režima. Naposljetku je 1939. godine i formalno ukinut donji dom parlamenta kojega je birao narod na izborima makar koliko neslobodnima, i zamijenjen Domom fašija (mjesnih organizacija fašističke partije) i korporacija (Camera dei fasci e delle corporazioni) kojega su činili članovi Velikog savjeta fašizma i drugi rukovodioci fašističke partije (ostao je kao gornji dom parlamenta Senat s članovima koje je doživotno imenovao kralj; do 1939. godine je većina tih doživotnih senatora bila iz redova fašista).

## Vladavina
Fašisti su uspostavili diktaturu uz punu primjenu tada suvremenih sredstava propagande i kontrole stanovništva. Uspostavljana je u Italiji jednostranačka država, gdje su pripadnici fašističke stranke s vremenom pod kontrolu stavili praktično sve državne i društvene institucije, pa i gospodarski život.
1927. godine fašisti su osnovali tajnu policiju OVRA,  (Organizzazione per la Vigilanza e la Repressione dell'Antifascismo, tj. Organizacija za nadzor i suzbijanje antifašizma), čijih će čak 50.000 agenata uskoro tajnom nadzoru podvrgnuti praktično sve aspekte društvenog života.
Po svojem dolasku na vlast, Mussolini je prvo vrijeme provodio liberalne ekonomske politike, ne konfrontirajući se s talijanskim kapitalistima. Nakon nekoliko godina, počeo je s većim intervencijama države u gospodarskom životu. 1933. godine osnovan je IRI (Istituto per la ricostruzione industriale, Institut za industrijsku obnovu), putem kojega je država u svoje ruke preuzela dioničke udjele u znatnom dijelu gospodarstva. Intervencije države u gospodarstvo uključivale su velike projekte melioracije i gradnje novih gradova (gradića, zapravo) uz primjenu suvremene arhitekture i fašističkih doktrina o društvenom životu. Primjer jednog od tih novopodignutih gradića je Raša (Arsia), gradić za rudare u Istri sagrađen 1936. i 1937. godine. U blizini gradića, poduzeti su za fašističke vladavine veli javni projekti melioracije doline rijeke Raše, također uz gradnju objekata za stanovanje radnika koji su obrađivali polja.
Prvi ozbiljni fašistički projekt na gospodarskom polju 1925. je bila Battaglia del Grano  (Bitka za žito), započeta 1925. godine s nakanom da se Italija učini neovisnom od uvoza hrane. Uz dosta troška, Italija je nakon desetak godina smanjila uvoz žita za 75 posto.
U vrijeme međunarodnih sankcija kojima je bila izvrgnuta zbog napada na Etiopiju 1935. godine, talijanska država je uvela zabranu iznošenja strane valute iz zemlje i u cijelosti preuzela nadzor nad svim valutnim poslovima, a i uvoz roba je bio dopušten tek ako bi ga država dopustila. Od 1936. godine, državna vlast je preuzela i potpunu kontrolu nad dodjeljivanjem kredita, te je u toj točki zapravo cjelokupan gospodarski život bio pod izrazitom državnom kontrolom.
Mussolini je pokušao popraviti odnose Italije s Katoličkom crkvom, koji su bili loši još otkad Italija 1866. godine provela ukidanje brojnih samostana i nacionalizaciju crkvenih imanje, te 1870. godine bila pripojila područje Papinske Države. Nakon potpisivanja Lateranskih ugovora iz 1929. god. su ti odnosi nakratko bili vrlo dobri, da bi se ubrzo opet pokvarili nakon što je Katolička crkva shvatila da fašisti svoju ideologiju žele nametnuti - osobito mlađim generacijama - i ondje gdje je ona u izravnoj koliziji sa sadržajem katoličke vjere. Papa Pio XI. je enciklici Non abbiamo bisogno iz 1931. osudio fašističko "pogansko klanjanje Državi" i obrazovanje mladeži na način da se u njih "usađuje mržnja, nasilje i bahatost". Zahvaljujući lošim odnosima Crkve i talijanske države, u Istri su katolički svećenici ostali jedinim hrvatskim intelektualcima kojima je bilo moguće nastaviti s radom u toj pokrajini pod talijanskom vlašću, te su predstavljali ozbiljnu zapreku od fašista provođenoj talijanizaciji.

## Vanjska politika i ratovi
Fašisti su imali jasnu viziju Italije kao zemlje koja naprosto mora dostići druge velike države, s kojima se - uz veliku financijski i ljudsku cijenu - na istoj strani borila u I. svjetskom ratu. To je značilo voditi tada uobičajenu kolonijalističku politiku. Nakon što je Italija pred I. svjetski rat uspjela Osmanskom carstvu oduzeti Libiju, Mussolini je već 1923. godine morao narediti talijanskim kolonijalnim snagama da se upuste u ozbilno ratovanje protiv lokalnog stavnovništa koje se pokazalo buntovnim. U sljedećih deset godina, u Cirenaici će talijanske snage pobiti oko četvrtine tamošnjeg relativno malobrojnog stanovništva, koje je brojilo nešto više od 200 tisuća ljudi. Daljnjih 100.000 lokalnih Arapa je prognano sa svojih ognjišta.
U Europi, uspio se Mussolini nametnuti kao pokrovitelj austrofašističkom režimu koju je tom zemljom upravljao od 1934. god. do Anschlussa s Njemačkom 1938. godine. U kontekstu svoje potpore neovisnosti Austrije, Italija je više godina bila u napetim odnosima s Njemačkom pod Adolfom Hitlerom, koji uopće nije skrivao ambiciju da Njemačkoj pripoji Austriju.
Italija pod fašistima je bila nezadovoljna odnosima s Kraljevinom Jugoslavijom, očigledno i samim postojanjem te države koja je ugrožavala talijansku potpunu kontrolu na Jadranskom moru. Već u studenom 1922. godine, Mussolini je u intervjuu za Beogradsku Politiku  prilično jasno rekao da želi prijateljske odnose sa Srbijom, kojih će biti ako se ona orijentira prema Egejskom moru (Osmanski teritorij na Egejskom moru su sile pobjednice u I. svjetskom ratu prepustile Grčkoj, a ne Srbiji), umjesto prema Jadranu. 1929. godine Italija omogućuje ustašama, koji su deklarirali spremnost na oružanu borbu radi rušenja Jugoslavije, da organiziraju paravojne postrojbe na talijanskom teritoriju. 1932. godine će s talijanskog teritorija kod Zadra grupa ustaša provaliti u Liku i napasti žandarmerijsku postaju u Brušanima, istražujući mogućnosti da u Hrvatskoj podignu ustanak (v. Lički ustanak). 1934. god. će Francuska i druge zapadne zemlje uspjeti privoliti Italiju i Jugoslaviju da primire svoje odnose, pa su i ustaške postrojbe u Italiji deaktivirane, a sami ustaše stavljeni u konfinaciju. Diplomatski odnosi između Jugoslavije i Italije su održavani, te su uređene granice dviju država (gdje su znatna slovenska i hrvatska etnička područja ostala s talijanske strane granice); u diplomatskim odnosima je kamen spoticanja uvijek bio utjecaj na Albaniju (dakle, još jedno područje na Jadranu), gdje je Jugoslavija pokušavala dovesti u pitanje pretežni talijanski utjecaj; organiziranje ustaških postrojbi u Italiji je međutim bio jasan znak da Italija ima vrlo agresivne namjere prema svojem susjedu na istočnoj strani Jadrana.
Iz Somalije i Eritreje - jedinih skromnih kolonija koju je mlada talijanska država bila prisvojila još 1880-ih godina, Italija je 1935. godine napala Etiopiju - rijetku afričku zemlju koja je održala samostalnost; do 1936. godine će Italija uglavnom slomiti etiopski otpor - ali tek nakon što su pribjegli korištenju bojnih otrova i masovnim zločinima protiv civilnog stanovništva. S obzirom na to da je Etiopija kao neovisna zemlja bila članicom Lige naroda, proglašene su ekonomske sankcije protiv Italije, koje su međutim uglavnom provodile Francuska i Velika Britanija - Njemačka i Sjedinjene Američke Države su u sankcijama odbile sudjelovati. Gospodarske sankcije su Italiji izazvale tek ograničenu ekonomsku štetu.
Iste 1936. god. je Italija intervenirala na monarhističkoj strani u Španjolskom građanskom ratu, te je nepuna dva mjeseca nakon njegovog početka okupirala španjolski otok Mallorcu. Monarhističkoj strani je Italija poslala znatnu vojnu pomoć uključujući vojne postrojbe pod nazivom Corpo Truppe Volontarie, ukupno 78.000 talijanskih vojnika.
U travnju 1939. godine, Italija je napala Albaniju. Siromašna i mala zemlja koja je i do tada bila djelomično ovisna o Italiji nije pružila veliki otpor, te je rat trajao 5 dana, uz skromne ljudske gubitke.
U Drugi svjetski rat se fašistička Italija uključila na strani Njemačke, pogrešno ocjenjujući da će Njemačka pobijediti u tom ratu. Njemačka je potom pomogla Italiji da savlada Grčku (koji se zadatak pokazao preteškim za glomazne, ali nedovoljno osuvremenjene talijanske vojne snage), a slanjem njemačkog Afričkog korpusa je nastojao pomoći talijanskim snagama u Libiji, koje se pokazale nedoraslima britanskim vojnim snagama koje su djelovale iz Egipta. Već u listopadu 1941. godine Mussolini na dojavu diplomata da ga Nijemci posprdno nazivaju "našim gaulajterom za Italiju" ("gau" je bio tadašnji naziv za njemačke pokrajine, kojima je na čelu bio "gauleiter", tj. "šef pokrajine") - izjavljuje pred bliskim suradicima da su realno u ratu pobijeđene zemlje postale njemačke kolonije, a njemačke saveznice puke njemačke pokrajine - te će tako biti i nakon rata; te će Italija biti tek najvažnija takva pokrajina. "Valja prihatiti takvo stanje jer bi svaki pokušaj reakcije pruzročio deklasianje iz statusa provincije na jedan gori od kolonije. Čak i da sutra zahtijevaju priključenje Trsta u sastav središnjeg njemačkog prostora, valja prignuti glavu", objasnio je suradnicima Duce.
Upravo iz Sjeverne Afrike krenula je 9. srpnja 1943. saveznička invazija na Siciliju, koja je okončana 17. kolovoza 1943. uz potpuni poraz talijanskih i njemačkih snaga. Uslijedila je kapitulacija Italije 8. rujna 1943. god., nakon što je Veliki savjet fašizma 23. srpnja 1943. god. smijenio Mussolinija, kojega je Kralj istoga dana stavio u pritvor. Saveznici nisu bili skloni dogovoru s talijanskim fašistima, pa su većinu talijanske vojske zarobili Nijemci, koji su okupirali skoro čitav talijanski teritorij. Uslijedilo je skoro dvije godine borbi u kojima su savezničke snage vrlo postupno potiskivale njemačke snage prema sjevernim granicama Italije - do kojih saveznici zapravo i nisu došli sve do kapitulacije Njemačke 1945. godine. U područjima Italije koje su okupirali Nijemci, proglašena je Talijanska socijalna republika na čijem je čelu  - ali tek sa statusom pomagača njemačkom okupatoru - Benito Mussolini sa svojim fašistima. Fašisti su davali ljudstvo za vojne i policijske postrojbe koje su se borile protiv sve raširenijih partizanskih postrojbi u dijelu Italije pod njemačkom okupacijom. Tada fašisti u potpunosti surađuju i u holokaustu nad Židovima, kako je već tražio Treći Reich.
Tijekom Drugog svjetskog rata, Italija je nakon kapitulacije Jugoslavije u travnju 1941. sebi pripojila znatan dio Slovenije (uključujući čak Ljubljanu), Crnu Goru, te Kosovo i dijelove Makedonije nastanjene Albancima (koje je za narednih nekoliko godina pripojila Albaniji); podržala je i osnivanje Nezavisne Države Hrvatske. Međutim fašistička Italija vodstvu NDH odmah predlože granice gdje bi Italiji bilo pripojen pojas od nekoliko desetaka kilometara uz Jadran. Makar je vrh NDH Rimskim ugovorima iz 1941. god. pristao na stanovito širenje talijanskog teritorija i prihvatio Italiju kao vanjskopolitičkog pokrovitelja, ustupci Italiji su među Hrvatima izazvali takvo nezadovoljstvo, da je između ustaša i talijanskih fašista nastalo pravo neprijateljstvo; čak su i njemački predstavnici u NDH ubrzo prepoznali da Italija čini sve što je u njenoj moći da destabilizira NDH, te je i bez pristanka vodstva NDH Italija bila podvrgnula svojoj gotovo potpunoj kontroli sva ona područja koja je htjela sebi pripojiti. Talijani su tijekom lipnja 1941. god. tolerirali (ako ne i organizirali) okupljanje i obuku više stotina naoružanih četnika na području Benkovca i Kistanja koje je bilo pripojeno Italiji; da bi ti četnici potom 28. lipnja 1941. god. napadali pograničnu postaju NDH u Krupi kod rijeke Zrmanje i tom prilikom ubili 14 oružnika NDH i nekoliko ustaša. Nakon toga predstavnici vlasti NDH već 29. srpnja 1941. god. prema uputi Talijana napuštaju Knin - koji u to vrijeme ondje imaju garnizon od čak 5.000 talijanskih vojnika, na području bez veće postrojbe NDH - i prepuštaju vlasti četnika područje Dalmacije sjeverno od Drniša. Talijanski garnizon je ostao u Kninu, i nije imao nikakvih problema s četnicima. Sličan je razvoj događaja bio i nakon ustanka Srba u Istočnoj Hercegovini i drugdje. U znatnoj su mjeri račune talijanskim fašistima pomrsili hrvatski komunisti, koji su dio ustanika u Lici i Bosni nakon oko pola godine poveli u borbe također i protiv talijanske vojske.
Nakon kapitulacije Italije 1943. god., NDH će raskinuti Rimske ugovore iz 1943. god., ali u krajeve koje je Italija stekla nakon I. svjetskog rata nije smjela pristupiti. U tim krajevima je ipak nastao masovni ustanak Hrvata, pred kojim su talijanski fašisti ustuknuli, te je ugušen njemačkim tzv. Rommelovim ofenzivama.

## Fašizam kao opći naziv za desničarske totalitarističke režime i političke pokrete
Umberto Eco, u svojem eseju "Ur-Fašizam" iz 1995. godine konstatira činjenicu da je fašizam postao općim nazivom za desničarske totalitarističke režime i političke pokrete. Prema Umbertu Ecu, tome nije tako samo stoga što je fašizam u Italiji prethodio drugima, nego i stoga što je Mussoliniju i njegovim stranačkim drugovima nedostajalo predanosti da do kraja - tj. dosljedno totalitarno - provedu ujednačavanje svega u društvu. Stoga, za razliku od nacizma koji je zapravo jedinstveni naziv za vladavinu u Trećem Reichu, gdje je vladajuća partija definirala čak i stilove u arhitekturi i način kojim će filozofi razmišljati, baš fašizam funkcionira kao jedan dovoljno obuhvatan termin. "Oduzmite imperijalizam od fašizma i još uvijek ćete imati Franca i Salazara.  Oduzmite kolonijalizam i još uvijek ćete imati balkanski fašizam Ustaša. Dodajte talijanskom fašizmu jedan radikalni antikapitalizam (koji nikad nije osobito fascinirao Mussolinija) i imate Ezru Pounda", ukazuje Umberto Eco.

## Osude fašizma
U Italiji su s fašistima prvi u sukob došli socijalisti, koji su imali potporu približno četvrtine glasača, a neko vrijeme i većine sindikata, i koji su se nadali zavesti u Italiji vladavinu po uzoru na Sovjetski Savez.
Od 1927. godine na etnički slovenskim i hrvatskim područjima koja si je Kraljevina Italija bila pripojila nakon I. svjetskog rata djelovala je tajna antifašistička organizacija TIGR, koja je poduzela preko 100 oružanih akcija protiv fašističke vlasti. 
Izvan socijalističkih i komunističkih krugova, prva značajna osuda fašizma došla je od Pape Pija XI., koji je u svojoj enciklici Non abbiamo bisogno iz 1931. osudio talijanski fašizam, a 1937. u enciklici Mit brennender Sorge nacionalsocijalizam i rasne teorije. Iste je godine Pio XI. u enciklici Divini Redemptoris osudio i komunizam. Papina reakcija je pobudila kršćanski svijet da se pojačano zanima za ove probleme, a to je osobito bio slučaj u državama u kojima je bilo na vidiku da će se sraziti totalitarne ideologije. U te su se rasprave o osudi nacizma uključili i hrvatski bogoslovi, katolički laici, sveučilišni profesori te redovnici iz velikih redova kao što su dominikanci, franjevci i isusovci (Hijacint Bošković: Filozofski izvori fašizma i nacionalnog socijalizma, 1939.).
Osnivač Paneuropskog pokreta Richard von Coudenhove-Kalergi u knjizi Totaler Staat – Totaler Mensch iz 1937. godine kritizira idejne postavke i praktične forme vladavine talijanskog fašizma, ruskog komunizma i njemačkog nacizma; ukazujući da su one dovele do u suštini istog rezultata – totalitarne države.

## Fašistički i ini totalitaristički pokreti
- Francuska akcija
- talijanski fašizam
- japanski militarizam
- nacionalsocijalizam
- austrofašizam
- ljotićevci
- ustaštvo
- reksizam
- falanga (stranka)
- brazilski integralizam
- Željezna garda

## Istaknuti fašisti i ini totalitaristički prvaci
- Charles Maurras
- Benito Mussolini
- Milan Nedić
- Giovanni Gentile
- Oswald Mosley
- Adolf Hitler
- Alfred Rosenberg
- Otto Strasser
- Engelbert Dollfuss
- Vidkun Quisling
- Ferenc Szálasi
- Ante Pavelić
- Leon Degrelle
- Francisco Franco
- Plinio Salgado
- Corneliu Zelea Codreanu
- Ion Antonescu
- Marcel Déat
- Jacques Doriot
- Eoin O'Duffy

## Vanjske poveznice
- Prisilna romanizacija hrvatskih imena – članak govori o fašističkim zakonima kojima se zabranjivalo slavenska imena, "Zakon o službenoj promjeni onih imena koja vrijeđaju javni rad ili nacionalne osjećaje" i "zakon o»smiješnim i sramotnim imenima i prezimenima"